# Chloé Caulier
Chloé Caulier (Elsene, 18 november 1996) is een Belgisch klimster.

## Levensloop
Caulier begon op haar acht jaar met de klimsport. In 2013 behaalde ze op de IFSC European Youth Cups drie bronzen medailles. 
Sinds 2014 is ze Belgisch kampioene. In 2016 kwalificeerde ze zich voor de Wereldbeker Bouldering in het Japanse Kazo en in 2017 klom ze op tot de top 10 van de wereldranglijst. In 2020 haalde ze zilver in het boulderen op het Europees kampioenschap in Moskou. Daarnaast behaalde ze een vijfde plaats in de finale 'combinatie' op het EK.
Ze is woonachtig in Jurbeke.